# Hydnora africana
Hydnora africana, jedna od šest priznatih vrsta u rodu Hydnora, porodica Aristolochiaceae. To je aklorofilna parazitska biljka koja hranu ne dobiva fotosintezom nego hranjive tvari dobivaju iz biljke domaćina, obično neku mlječiku (Euphorbia).
Ovoj biljci samo je cvijet na površini zemlje koji širi neprijatan miris, i privlači kukce i druge oprašivače. Nadzemni smrdljivi dio biljke posebno voli čagalj koji zatim širi njezine sjemenke vršenjem nužde.